# هنري فينكلستاين
هنري فينكلستاين (بالإنجليزية: Henry Finkelstein)‏ هو رسام أمريكي، ولد في 1958.